# هس کورپوریشن

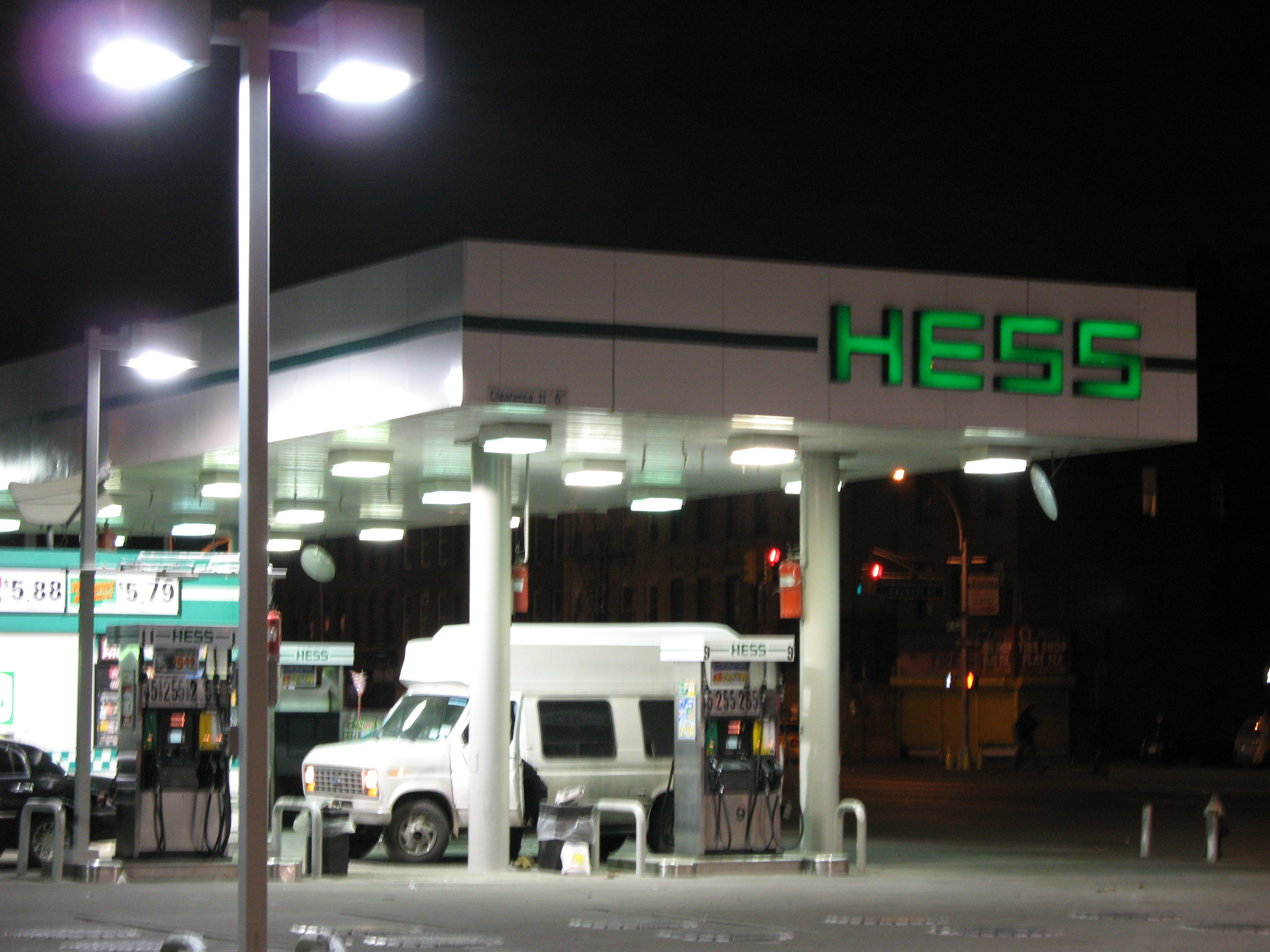
جایگاه پمپ بنزین هس، در نیویورک

هس کورپوریشن (به انگلیسی: Hess Corporation) شرکت نفت‌وگاز آمریکایی است، که ساختمان دفتر مرکزی آن، در شهر نیویورک قرار دارد.
این شرکت ابتدا با نام آمرادا هس، فعالیت خود را آغاز نمود.
شرکت هس در زمینه اکتشاف، تولید، ترابری و پالایش نفت خام و گاز طبیعی اشتغال دارد. همچنین به‌صورت موازی، فعالیت گسترده‌ای در زمینه فروش بنزین و مدیریت جایگاه‌های پمپ بنزین، با نام تجاری هس داشته و اکنون، مالک شبکه‌ای از ۱٫۳۶۰ جایگاه پمپ بنزین در ایالات متحده است، که در ۱۶ ایالت گسترده می‌باشند.
شرکت هس، در توزیع فراورده‌های پالایش‌شده نفت خام و گاز طبیعی نیز فعالیت می‌کند. این شرکت، همچنین به تولید، انتقال و توزیع برق، در سراسر سواحل شرقی ایالات متحده نیز اشتغال دارد.
در سال ۲۰۰۹ در رتبه بندی مجله فورچون، شرکت هس در فهرست فورچون جهانی ۵۰۰، در رتبه ۵۵ از بزرگترین شرکت‌های جهان قرار گرفت.
این شرکت دارای عملیات اکتشاف و تولید در کشورهای ایالات متحده، انگلستان، نروژ، دانمارک، روسیه، گینه استوایی، الجزایر، لیبی، گابن، مصر، غنا، مالزی، اندونزی، تایلند، آذربایجان، استرالیا و برزیل می‌باشد.